# Шахин, Ахмет
Ахмет Шахин (тур. Ahmet Şahin; 22 марта 1978, Стамбул) — турецкий футболист, вратарь.

## Клубная карьера
Ахмет Шахин — воспитанник футбольного клуба «Фатих Карагюмрюк». В 2001 году он стал игроком команды «Коджаэлиспор», выступавшей тогда в главной турецкой футбольной лиге. Первый матч на высшем уровне Шахин провёл 11 августа 2001 года, выйдя в стартовом составе «Коджаэлиспор» в гостевом матче против «Ризеспора». В дебютном для себя сезоне в элитной лиге Шахин провёл 15 матчей и пропустил 26 мячей. По итогам следующего чемпионата он провёл 20 матчей за «Коджаэлиспор» и пропустил 38 голов, тогда же Шахин дебютировал в еврокубках: турецкий клуб был разгромлен венгерским «Ференцварошом» по итогу двух встреч со счётом 0:5. Шахин защищал ворота «Коджаэлиспора» в обеих встречах.
Летом 2003 года Шахин стал игроком «Диярбакырспора», выступавшего в Суперлиге, но в новой команде он выполнял роль резервного голкипера, появившись на поле лишь в 4 матчах лиги и одной кубковой встрече. В следующем сезоне Шахин стал игроком клуба «Истанбул ББ», в то время выступавшего во Второй лиге. В 2006 году Шахин перешёл в «Трабзонспор», ворота которого он защищал в ряде матчей лиги в конце 2007 года, в том числе и против ведущей тройки стамбульских клубов. Летом 2008 года Шахин подписал контракт с клубом Первой лиги «Аданаспором», где в в течение сезона 2008/09 он был основным голкипером. Во второй половине чемпионата 2009/10 Шахин защищал цвета «Самсунспора», также игравшего в Первой лиге. За этот клуб Шахин провёл и следующий сезон, по итогам которого клуб вернулся в Суперлигу и стал лучшим в лиге по показателю пропущенных мячей (20). В Суперлиге Шахин играл в первой половине чемпионата 2011/12, в зимний перерыв вернувшись в Первую лигу, перейдя в команду «Элязыгспор». Этой команде также помог пробиться в элиту турецкого футбола, после чего присоединился к клубу Второй лиги «Балыкесирспору». Вместе с ним он сначала вышел в Первую лигу, а в следующем сезоне Шахин внёс свой вклад в выход клуба в Суперлигу. Вторую половину сезона 2013/14 он провёл, защищая ворота «Мерсин Идманюрду», который по итогам последующего плей-офф также завоевал место в Суперлиге.
В середине июня 2015 года Шахин стал игроком столичного «Османлыспора», вышедшего по итогам Первой лиги 2014/2015 в Суперлигу.